# Городні (архітектура)

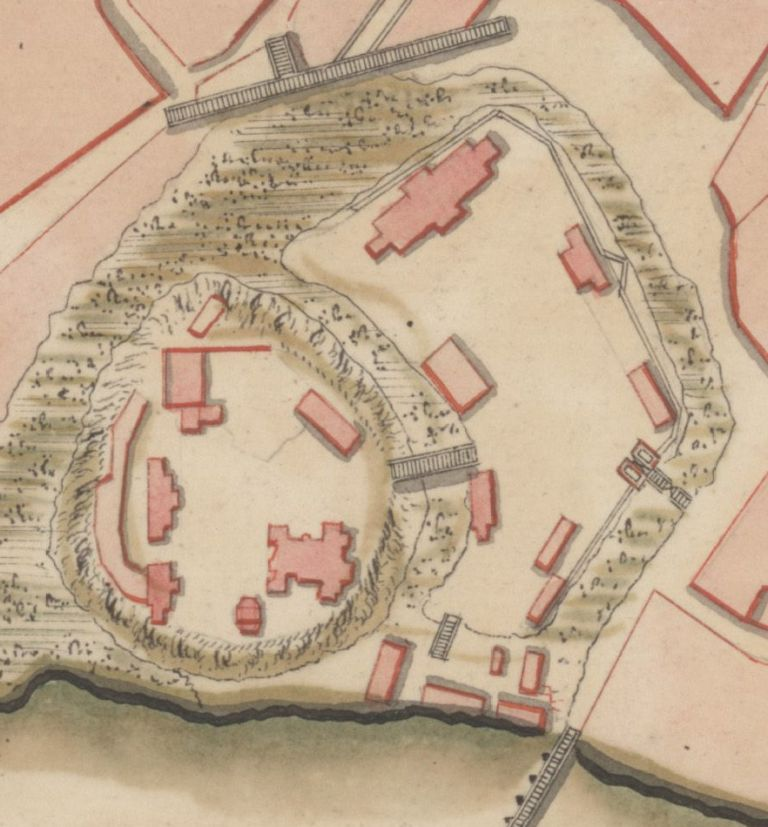
Верхні й Нижні замки у Слуцьку, Білорусь, XVIII ст. На Верхнім замку ліворуч — стара дерев'яна стіна з городнею

Городня — заповнений землею, глиною і камінням чотиристінний зруб, на якому розташовувався оборонний майданчик із заборолом та з дахом. Дерев'яні частини звичайно обмазувалися глиною.
Городня широко використовувалася в середньовічні часи у системі укріплень або для мостових устоїв.
Городнею також називали:
- Прясло дерев'яної стіни.
- Зруб, розташований під землею.
- Частину дерев'яного моста між биками.